# بطاح (اسم)
بطاح هو اسم علم مذكر من أصل عربي، ومعناه هو إذا ألقى المرء خصمه على الأرض وكبه على وجهه.

## وصلات خارجية
- موسوعة السلطان قابوس لأسماء العرب